# Familistère de Guise
Ne doit pas être confondu avec le Familistère Godin de Laeken, construit à partir de 1880 en Belgique.
Étymologiquement « établissement où plusieurs familles ou individus vivent ensemble dans une sorte de communauté et trouvent dans des magasins coopératifs ce qui leur est nécessaire », construit en s'inspirant du phalanstère de Charles Fourier, le familistère de Guise, situé dans la commune de Guise (Aisne), est voulu par l'industriel Jean-Baptiste André Godin pour l'hébergement de ses ouvriers. C'est un haut lieu de l’histoire économique et sociale des XIXe et XXe siècles.
Le familistère de Guise fait l’objet d’un classement au titre des monuments historiques depuis le 4 juillet 1991 et son ancien jardin, d'une inscription en 1991. Depuis 2010, il accueille un musée, classé musée de France au sens de la loi no 2002-5 du 4 janvier 2002,.

## Fondateur: Jean-Baptiste André Godin

### Débuts d'un inventeur
Jean-Baptiste André Godin (1817 - 1888) était originaire d'Esquéhéries (Aisne). Son père, serrurier, l'a formé au travail des métaux. Godin a quitté l'école à 11 ans avant d'entamer son tour de France à l'âge de 17 ans. Il a ensuite créé en 1840, à Esquéhéries, un atelier de fabrication de poêles en fonte, poêles pour lesquels il a déposé un brevet la même année.

### Succès de son atelier
Le succès commercial a incité Godin à développer son entreprise et à passer de la production artisanale à la production industrielle. C'est ainsi qu'en 1846, il a transféré le siège de son entreprise et la fabrication de ses poêles en fonte à Guise.
Le succès de la fabrication des appareils de chauffage et de cuisine, les fameux « poêles Godin », réside dans le choix du matériau de fabrication, à savoir la fonte, qui diffuse bien mieux la chaleur que la tôle qui était utilisée pour les anciens modèles,.
Godin, d'origine modeste, fit rapidement fortune et s'imposa sur un marché en pleine expansion. L'activité de la manufacture se développa considérablement, pour employer jusqu'à 1 500 personnes.

### Engagement

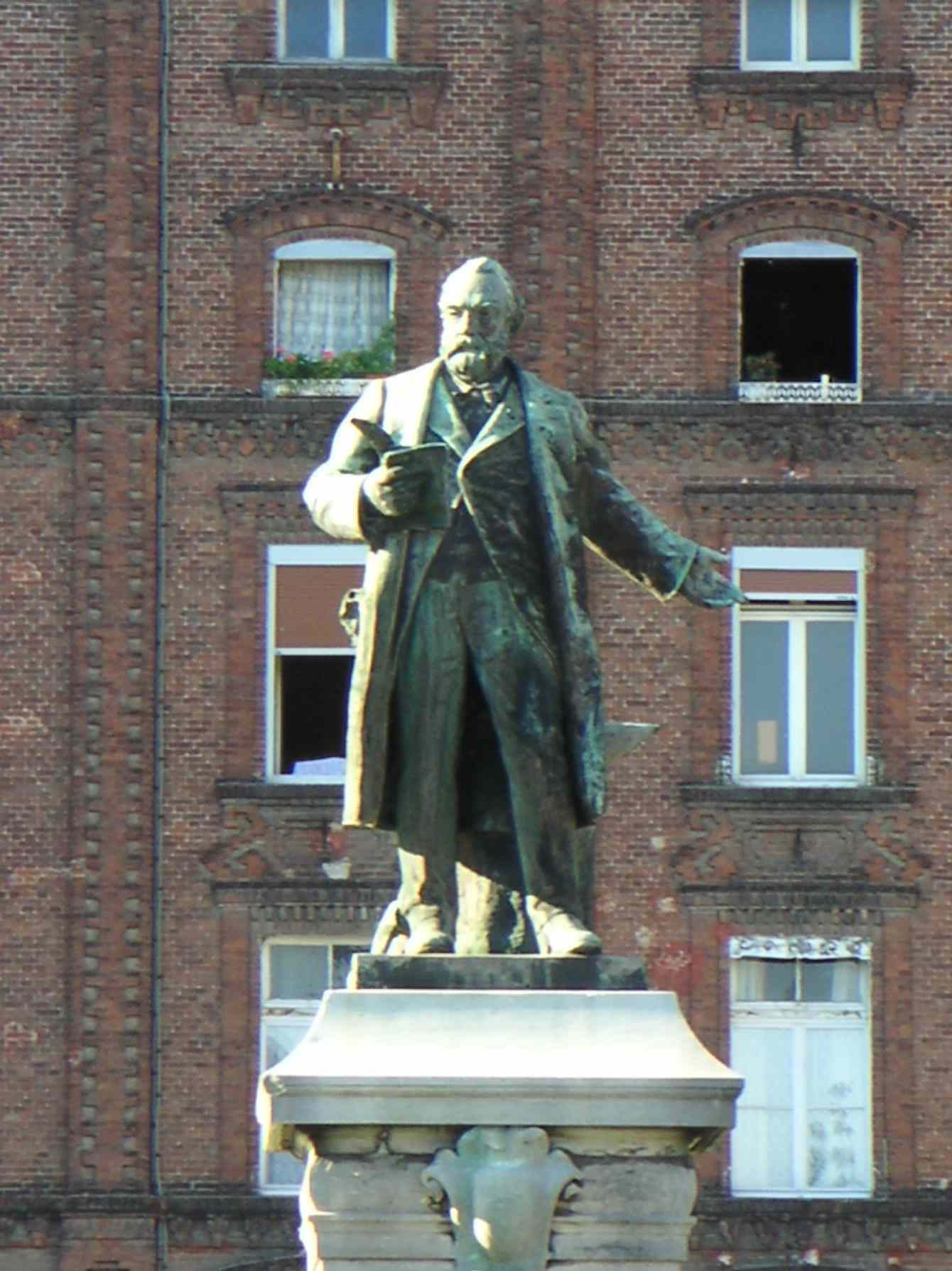
Statue de Jean-Baptiste André Godin devant le Familistère

Godin, qui avait été lui-même ouvrier, avait conservé le souvenir des terribles conditions de vie et de travail des salariés de l'industrie — constatées notamment au cours d'un tour de France effectué, aux côtés d'un compagnon, entre 1835 et 1837. Il entendit par conséquent utiliser sa fortune pour améliorer la vie de ses employés et proposer des solutions au problème du paupérisme ouvrier. En 1842, il découvrit, par des lectures, les théories de Charles Fourier.
Acquis aux thèses fouriéristes, il entra en contact avec l'École sociétaire et, en 1854, investit dans une tentative d'implantation au Texas d'une colonie phalanstérienne, « La Réunion »,  menée par Victor Considerant. Il y perdit le tiers de sa fortune personnelle, mais en tira les leçons et décida de se consacrer seul à ses grands projets,.
Sensible à l'idée de la redistribution aux ouvriers des richesses produites, Godin souhaitait créer une alternative à la société industrielle capitaliste en plein développement et offrir aux ouvriers le confort dont seuls les bourgeois pouvaient alors bénéficier. C'est ce qu'il appelait « les équivalents de la richesse ».  À partir de 1859, il entreprit de créer un univers autour de son usine de Guise, le « familistère », dont le mode de fonctionnement était comparable à celui des coopératives ouvrières de production,.
L'idée maîtresse de Godin était l'association du capital et du travail. Il fonda en 1880 une association, le Familistère, et transforma son entreprise en coopérative de production, les bénéfices finançant écoles, caisses de secours, etc..
Une expérience similaire fut également développée par Godin autour de l'usine belge de Laeken.

## Projet fondateur du Familistère

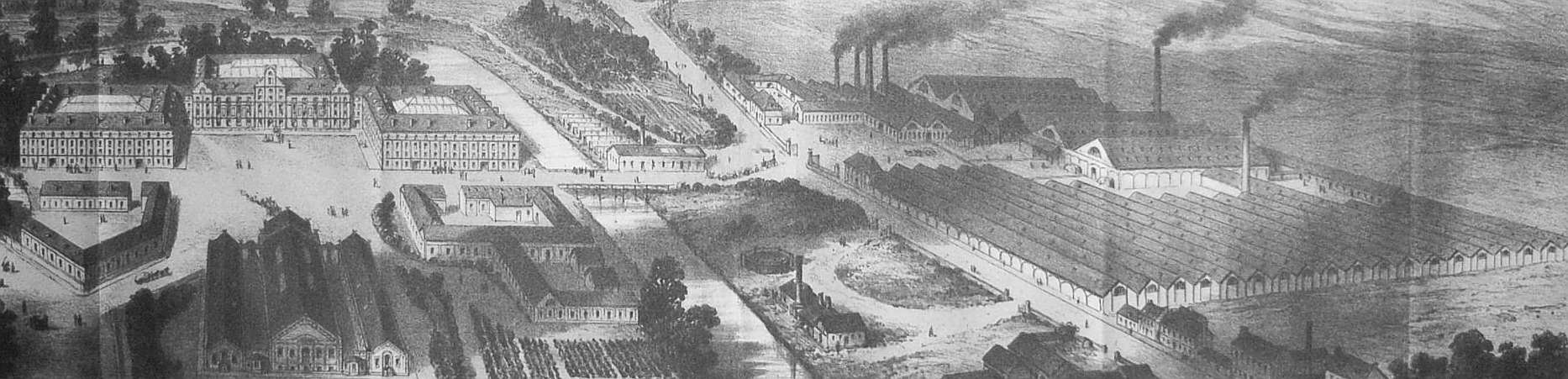
Vue d’ensemble : les bâtiments de vie (le Familistère), à gauche, et le site industriel avec la fonderie, à droite.

« Familistère » est le nom donné par Godin aux bâtiments d'habitation qu'il fait construire pour ses ouvriers et leurs familles, à partir de 1858 et jusqu'en 1883, probablement à partir de plans établis par l'architecte fouriériste Victor Calland. Godin s'inspire directement du phalanstère de Fourier, mais, comme il le fera toujours, effectue un tri dans la théorie pour l'adapter à ses propres idées et, surtout, pour la rendre plus réalisable.
Godin proscrit la maison individuelle et en donne les raisons dans Solutions sociales : « Les prôneurs de petites maisons ne remarquent pas qu'en descendant un peu, à partir de la petite maison, on voit poindre la hutte du sauvage […] Dans les campagnes, le mendiant en haillons possède un toit et un jardin. […] L'isolement des maisons est non seulement inutile, mais nuisible à la société ». Pour Godin, le Familistère permet de créer des « équivalents de richesse » auxquels les ouvriers ne peuvent accéder de manière individuelle, mais qui leur sont accessibles quand ils sont mis en commun en remplaçant « par des institutions communes, les services que le riche retire de la domesticité ».
En 1874, dans La richesse au service du peuple. Le familistère de Guise, Godin écrit : « Ne pouvant faire un palais de la chaumière ou du galetas de chaque famille ouvrière, nous avons voulu mettre la demeure de l'ouvrier dans un Palais : le Familistère, en effet, n'est pas autre chose, c'est le palais du travail, c'est le PALAIS SOCIAL de l'avenir ».

### Description des bâtiments du Familistère
Le Familistère comprend plusieurs ensembles de bâtiments :
- le « Palais social », formé d'un pavillon central encadré par deux ailes de taille un peu plus modeste, destinées à l'habitation, le pavillon Landrecies et le pavillon Cambrai, situé à l'écart du Palais social en face de son aile droite, lui aussi destiné à l'habitation. C'est le bâtiment le plus tardif, construit en 1883-1884,
- la nourricerie et le pouponnat, à l'arrière du pavillon central du Palais social, détruit pendant la Première Guerre mondiale[6],
- le bâtiment des économats, en face de l'aile gauche du Palais social,
- le bâtiment des écoles et du théâtre, en face du pavillon central du Palais social[6],
- la buanderie, bains et piscine, située sur l'autre rive de l'Oise, du côté de l'usine[6].

### Équivalents de la richesse

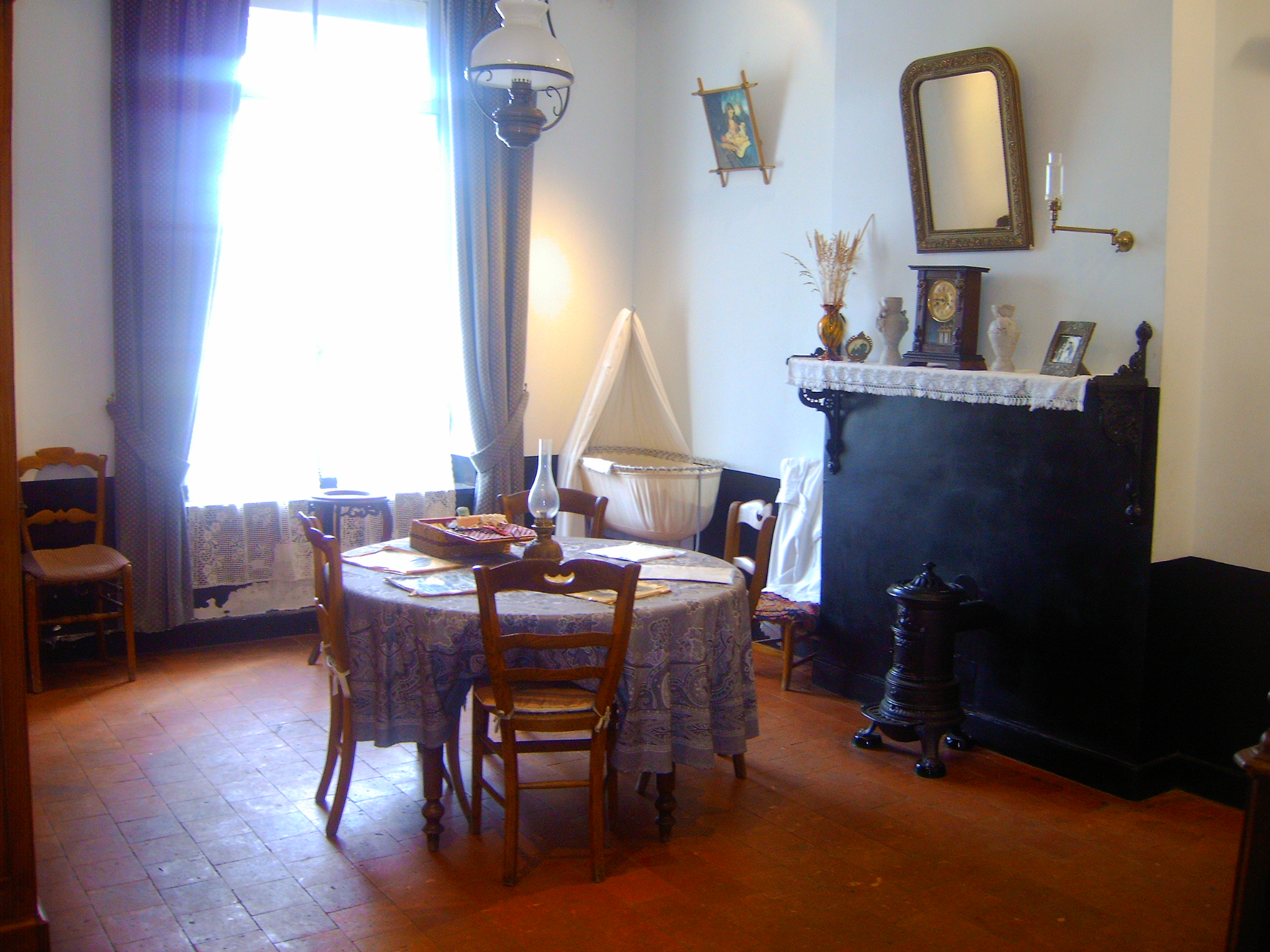
Reconstitution d'un appartement du début du XXe siècle, pour un salarié et sa famille.

La première étape, et la plus urgente est, selon Godin, d'améliorer les conditions de logement et de vie des familles, en apportant à celles-ci les « équivalents de la richesse ».
Cette expression désigne l'ensemble des conditions de confort et de salubrité que la bourgeoisie s'offre par l'argent et que les familistériens pourront désormais s'offrir par la coopération. Hygiéniste convaincu, Godin inclut dans ces « équivalents de la richesse » tout ce qui garantit la salubrité du logement. La luminosité des appartements, la circulation de l'air, l'accès à l'eau potable à chaque étage sont des éléments fondamentaux que garantit l'architecture particulière des bâtiments. Le soin du corps est également assuré par la création d'une buanderie, située près du cours d'eau, dans laquelle on lave et sèche le linge (en évitant ainsi les odeurs d'humidité dans les logements) et qui comporte également des douches et une piscine (au plancher mobile, pour permettre aux enfants d'y nager en toute sécurité) dont l'eau, provenant de l'usine toute proche où elle a servi à refroidir les tuyaux, arrive à parfaite température,.
Enfin, Godin met en place tout un système de protection sociale en créant des caisses de secours qui fournissent une protection en cas de maladie ou d'accident du travail et assurent une retraite aux plus de 60 ans.

### La coopération comme principe

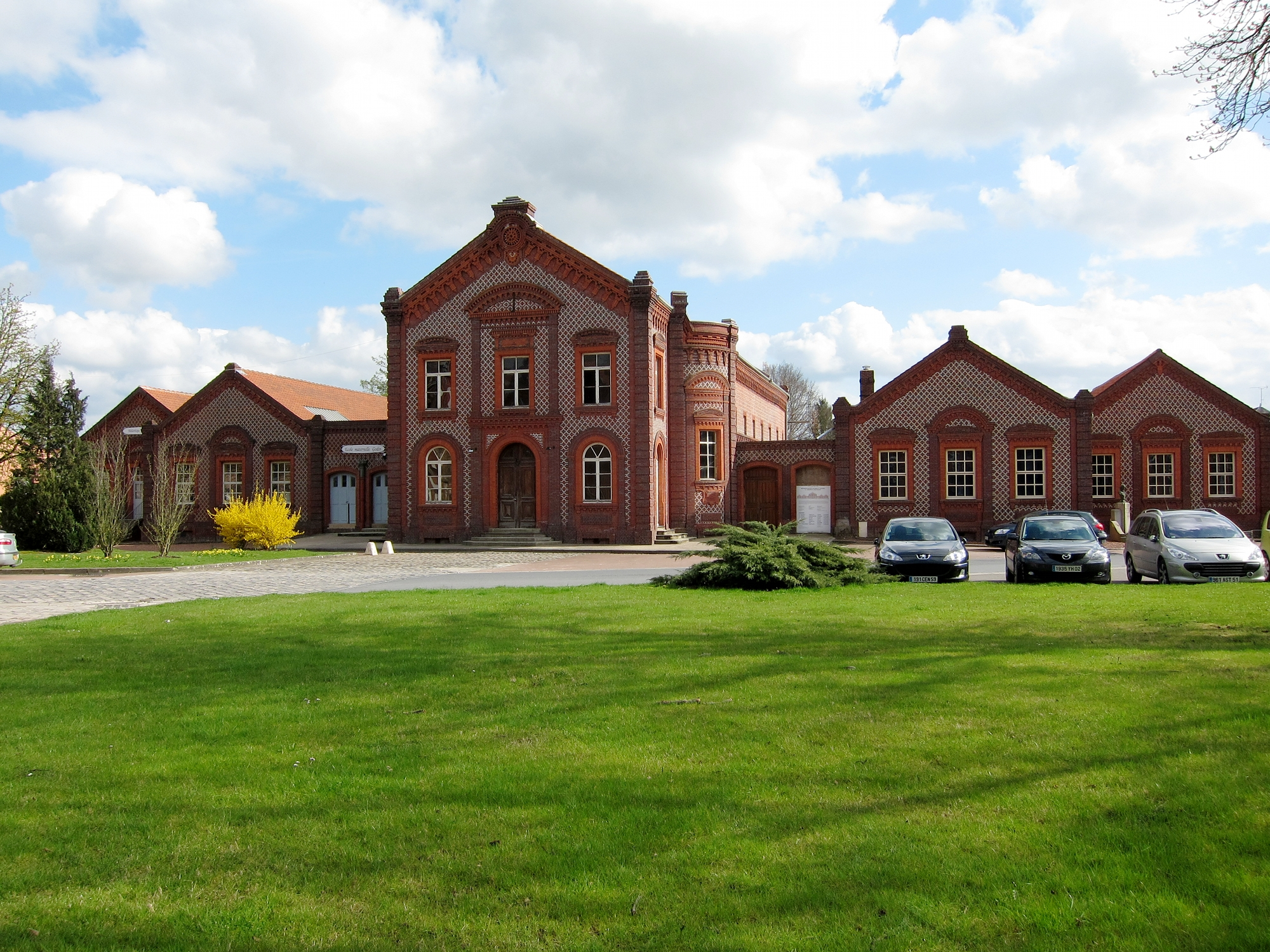
Les écoles et le théâtre.

Si Godin se proclame fouriériste, il n'en est pas pour autant un disciple fervent qui appliquerait l'intégralité de la théorie : selon lui, tout dans Fourier n'est pas applicable, et d'autres que lui influencent sa pensée. On retrouve dans le Familistère l'influence d'un mouvement coopératif ancien, et en particulier l'application des principes de la coopération anglaise théorisés par Robert Owen et les « Équitables Pionniers » de Rochdale. Ces principes apparaissent dans le fonctionnement des économats, magasins coopératifs installés par Godin en face du Familistère, où les produits de première nécessité sont vendus au comptant et dont les bénéfices sont répartis équitablement entre les acheteurs. On retrouve tout particulièrement cette influence dans l'importance que Godin accorde à l'éducation des enfants, mais aussi des adultes. Il fait construire des écoles, mixtes et obligatoires jusqu'à 14 ans (à l'époque, la loi autorise le travail des enfants à partir de 10 ans), un théâtre et une bibliothèque et multiplie lui-même les conférences pour enseigner à ses salariés les « bienfaits de la coopération. »

### Culte du travail

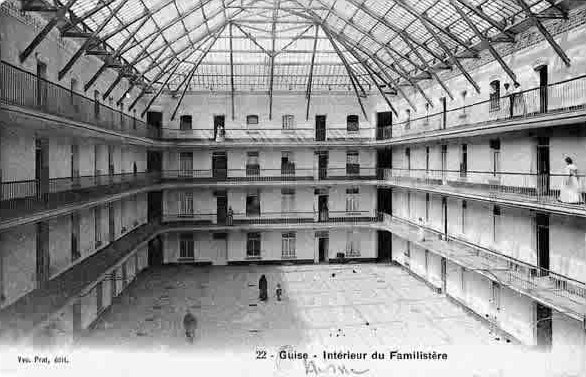
Cour intérieure du Familistère au XIXe siècle.

Anticlérical convaincu, Godin pratique cependant un déisme très personnel, évoquant un Être suprême bienveillant ; il croit de façon ardente que le travail, toute activité ayant pour but de transformer la matière afin de vivre mieux, est la raison profonde de l'existence de l'Homme, et par conséquent d'atteindre l'essence humaine, une certaine part de divin. S'opposant aux principes mêmes du capitalisme, Godin estime que l'ouvrier devrait posséder le statut social le plus élevé, puisque c'est lui qui travaille et lui qui produit les richesses. Au-delà des aspects matériels de l'œuvre, le Familistère doit amener à une élévation morale et intellectuelle du travailleur et permettre à celui-ci de retrouver l'estime de lui-même et son indépendance vis-à-vis de la société bourgeoise.
L'éducation à l'économie sociale va dans ce sens, tout comme l'architecture même des bâtiments : à l'intérieur des cours, les coursives qui donnent accès aux appartements visent à constituer des lieux de rencontre permanents entre les ouvriers, quelle que soit leur position dans la hiérarchie de l'usine – manœuvre, employé de bureau ou cadre – afin de donner naissance à une réelle fraternité entre les habitants du Familistère. Les fenêtres intérieures et la promiscuité sont pensées comme des éléments d'émulation : la vue d'un intérieur bien tenu doit pousser chacun à entretenir son propre logement, d'autant que le regard de l'autre, et sa désapprobation, sont considérés comme la meilleure des sanctions. Cette architecture particulière, décrite par ses détracteurs comme « carcérale », est donc voulue pour permettre une autodiscipline et une responsabilisation des habitants rendant inutile toute forme de police.
Cette notion de responsabilisation n'est pas anecdotique : elle constitue la base de l'œuvre de Godin, pour qui l'amélioration des conditions de vie n'est qu'une première étape. Il s'agit, à terme, de permettre aux ouvriers de se libérer de toute dépendance vis-à-vis du patronat, d'abolir le salariat et de lui substituer l'Association.

### L'Association du capital, du travail et du talent ou Société du Familistère

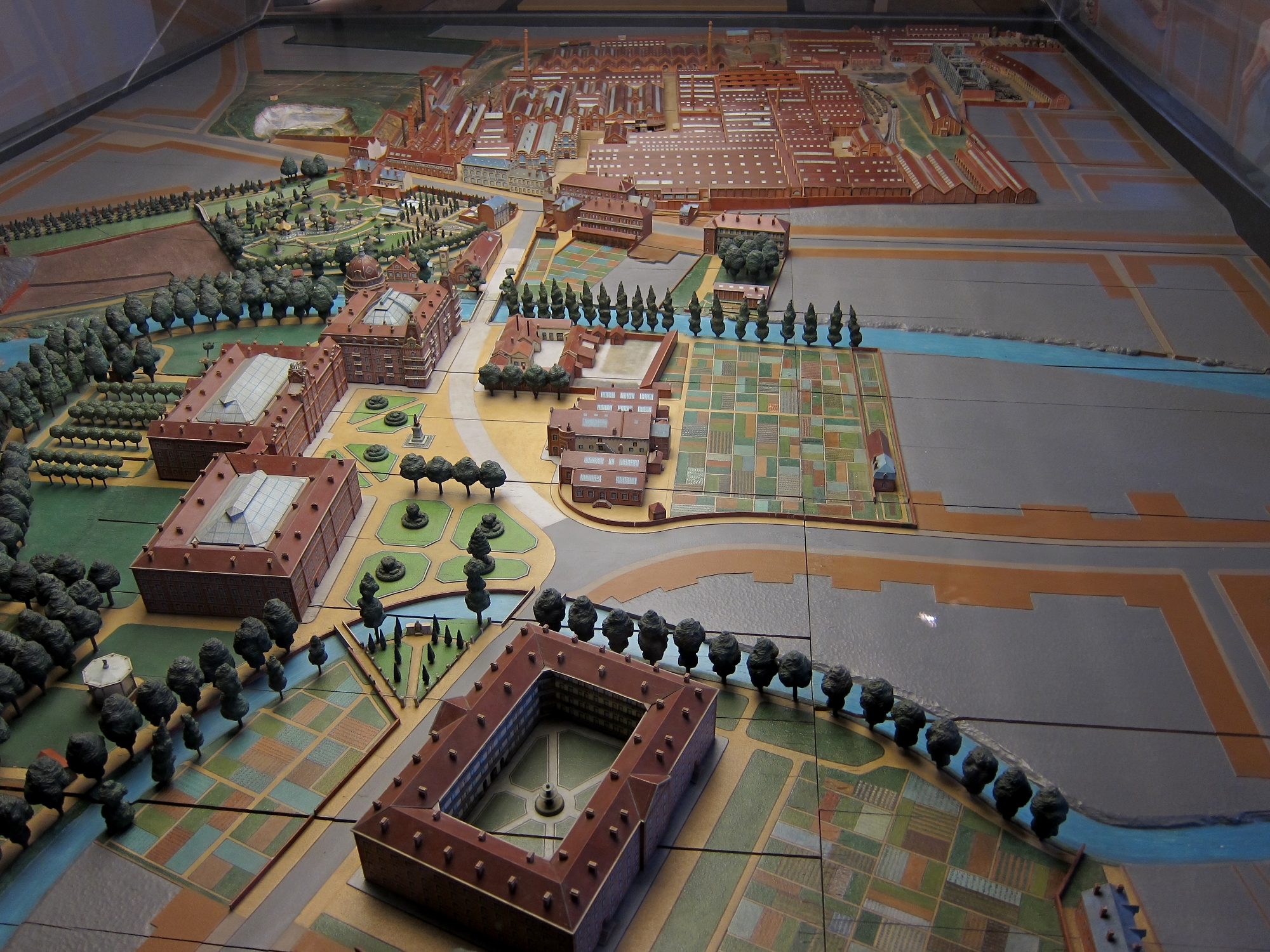
Maquette du Familistère et de l'usine en 1931.

Fondée en 1880, la Société du Familistère transforme l'entreprise en une coopérative de production ; les bénéfices sont utilisés pour financer les diverses œuvres sociales (écoles, caisses de secours), puis le restant est distribué entre les ouvriers, proportionnellement au travail fourni pendant l'année. Cependant, les bénéfices ne sont pas distribués en argent, mais sous forme d'actions de la Société : les ouvriers deviennent ainsi propriétaires de l'entreprise. Une fois tout le capital distribué, une forme de roulement s'établit, les plus jeunes recevant de nouvelles actions qui sont remboursées, cette fois en liquidités, aux plus anciens travailleurs. Les ouvriers, membres de l'Association, en sont donc les propriétaires et touchent, chaque année, un surplus de salaire proportionnel aux bénéfices. Charles Fourier avait théorisé une répartition équitable des richesses, permettant de récompenser à leur juste valeur le capital, le travail, et le talent ; Godin s'en inspire directement pour organiser l'Association. Il ne s'agit pas de donner la même chose à tous, mais bien de distribuer les richesses selon les mérites de chacun. C'est pourquoi Godin établit une hiérarchie au sein de l'Association, fondée essentiellement sur l'ancienneté : au sommet se trouvent les associés (au moins 5 ans de présence), puis les participants et les sociétaires. Enfin, il reste les auxiliaires, travailleurs saisonniers ou occasionnels qui n'ont pas travaillé assez longtemps pour pouvoir appartenir à la Société. Chaque échelon est franchi, en théorie, en faisant preuve de mérite au travail et d'implication dans la vie démocratique de l'Association (participation aux différents conseils, etc.) ; pour être nommé sociétaire ou associé, il faut vivre au Familistère. Enfin, seuls les associés participent à l'assemblée générale. À chaque niveau correspond le versement d'une plus grande part des bénéfices et l'octroi d'une meilleure protection sociale et d'une meilleure retraite.
En créant cette Association, et en construisant le Familistère, Godin s'attire la sympathie de nombreux réformateurs sociaux, mais se fait aussi de nombreux ennemis : clergé offensé par la mixité et la promiscuité des logements, commerçants menacés par les bas prix pratiqués dans les économats, patrons dénonçant le socialisme de Godin, mais aussi les marxistes, qui considèrent l'œuvre de Godin comme une forme de paternalisme qui vise à séduire les ouvriers pour mieux les détourner de la Révolution et de leur émancipation.

## Critique du projet

### Karl Marx et Friedrich Engels
Dans le chapitre Le socialisme et le communisme utopiques et critiques du Manifeste du Parti communiste (1848), Karl Marx et Friedrich Engels mentionnent les grandes figures qui ont inspiré le Familistère : « Les systèmes socialistes et communistes proprement dits, les systèmes de Saint-Simon, de Fourier, d'Owen, etc., font leur apparition dans la première période de la lutte entre le prolétariat et la bourgeoisie ». Se montrant critiques vis à vis de ces pionniers du socialisme :
« À l'activité sociale, ils substituent leur propre ingéniosité ; aux conditions historiques de l'émancipation, des conditions fantaisistes ; à l'organisation graduelle et spontanée du prolétariat en classe, une organisation de la société fabriquée de toutes pièces par eux-mêmes. Pour eux, l'avenir du monde se résout dans la propagande et la mise en pratique de leurs plans de société », ils en reconnaissent toutefois l'importance : « Mais les écrits socialistes et communistes renferment aussi des éléments critiques. Ils attaquent la société existante dans ses bases. Ils ont fourni, par conséquent, en leur temps, des matériaux d'une grande valeur pour éclairer les ouvriers. »
En 1872, Friedrich Engels, dans La question du logement, évoque le Familistère de Guise : « Aucun capitaliste n'a intérêt à édifier de telles colonies, aussi bien il n'en existe nulle part au monde en dehors de Guise, en France ; et celle-ci a été construite par un fouriériste, non comme une affaire rentable, mais comme expérience socialiste. ». En 1886 à l'occasion d'une réédition de ce texte il précise cependant : « Et celle-ci est devenue finalement, elle aussi, un simple foyer d'exploitation ouvrière. »

### Logement de la classe ouvrière
Cette tentative réussie, fruit d'une réflexion sociale, qui cherche une solution au problème du logement salubre des ouvriers, est critiquée autant par les tenants du socialisme scientifique que par la droite conservatrice et libérale. Cette idée de créer des « maisons renfermant des logements destinés uniquement à la classe ouvrière » avait été critiquée par Napoléon Ier en 1809. Cela n'a pas empêché son neveu de s'engager, en 1851, dans un programme de cités ouvrières qui se voulait ambitieux, mais qui n'a permis que la construction de la cité Napoléon, faute de moyens. Cette tentative va conduire à l'assimilation de la cité ouvrière à la « caserne ouvrière ».
Les milieux patronaux chrétiens sociaux cherchent et proposent aussi des solutions à ce problème du logement collectif ouvrier en s'attachant à répondre aux critiques sur les questions des mœurs. Une des réponses peut se voir à Jujurieux où en 1835 Claude-Joseph Bonnet fonde les établissements C.J. Bonnet.
Les tenants d'un christianisme social qui restaure un ordre moral et social détruit par la Révolution de 1789 ont eu un premier apôtre en la personne de Frédéric Le Play qui publie en 1855 Les Ouvriers européens. Pour Le Play, il faut promouvoir la possession de maisons individuelles, car la maison a des vertus morales.
En 1878, Émile Trélat souligne le peu d'intérêt de la classe ouvrière pour ces cités : « C'est pour l'ouvrier un titre de véritable dignité humaine que d'avoir su dédaigner les avantages économiques qui lui étaient offerts, en gardant sa place commune dans la cité. […]  Ce qui est acquis désormais, c'est l'inconvenance absolue de la cité caserne offerte aux ouvriers comme habitation. »
Cette réflexion autour du logement ouvrier, collectif ou maison individuelle, est l'objet d'un débat à partir du Second Empire et jusqu'à l'adoption des lois sur le logement social.

## De nos jours

### Devenir de l'Association après la mort de Godin

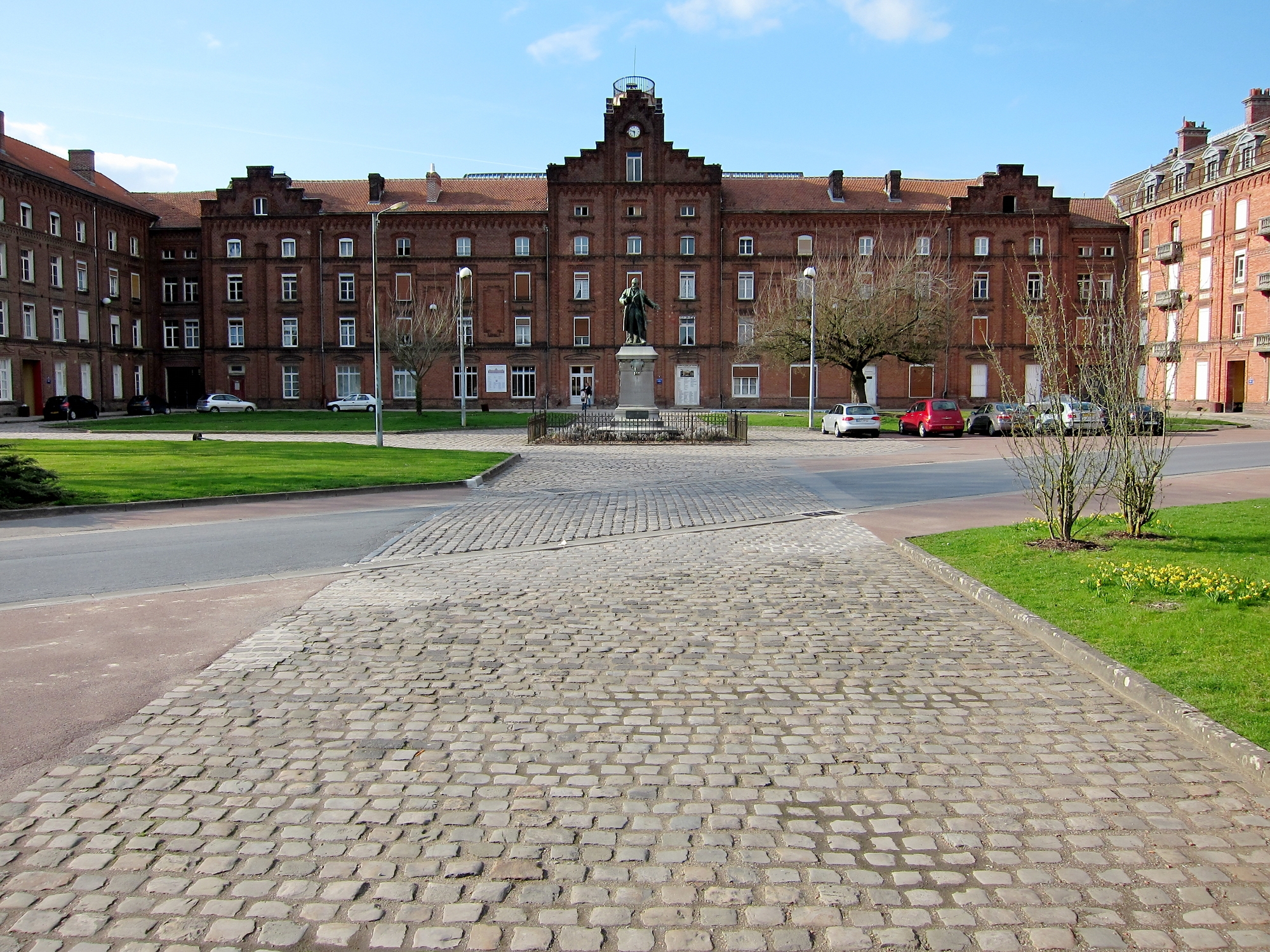
Pavillon central du « Palais social ».

Après la mort de Godin en 1888, l'Association continue de fonctionner. Prospère, notamment grâce au renom de la marque « Godin », l'entreprise se maintient parmi les premières du marché jusqu'aux années 1960. Sur le plan social, les choses restent également en l'état : bien que Godin ait toujours considéré l'Association comme une étape d'un processus de progression, les différents gérants qui lui font suite se concentrent sur la nécessité de conserver intacte l'œuvre du « Fondateur » : ainsi, aucun nouveau bâtiment n'est ajouté au Familistère. Les logements devenant très vite insuffisants pour accueillir de nouveaux ouvriers, une préférence est établie au bénéfice des enfants de familistériens, qui deviennent prioritaires pour l'obtention d'un appartement. Ce caractère héréditaire de l'attribution des logements entraîne des tensions, les associés apparaissant parfois comme une aristocratie satisfaite de ses privilèges et ne cherchant pas à les partager.
L'extinction progressive d'un véritable « esprit coopérateur » parmi les membres de l'Association est parfois vue comme l'une des raisons de sa disparition en 1968. En butte à des difficultés économiques, cherchant à se rapprocher d'une maison concurrente, l'entreprise se transforme en juin 1968 en société anonyme. Elle est alors intégrée au groupe Le Creuset, qui conserve l'unité de production (l'usine) mais vend rapidement les autres bâtiments. Les logements sont cédés en 1968 en copropriété ; une centaine d'anciens Familistériens y vit par la suite. La marque Godin elle-même est transférée à la société Cheminées Philippe en 1988.
Finalement, l'expérience est pleinement réussie pour les enfants de la première génération d'ouvriers principalement. Ils ont reçu tous les avantages de l'expérience de Godin, ce qui leur a permis des perspectives d'ascension sociale plus grandes que celles permises à leurs pères. Cependant, lorsque le logement des ouvriers Godin n'est plus au sein du Familistère, les avantages de l'expérience ne sont plus aussi nombreux.

### Réhabilitation: programme Utopia

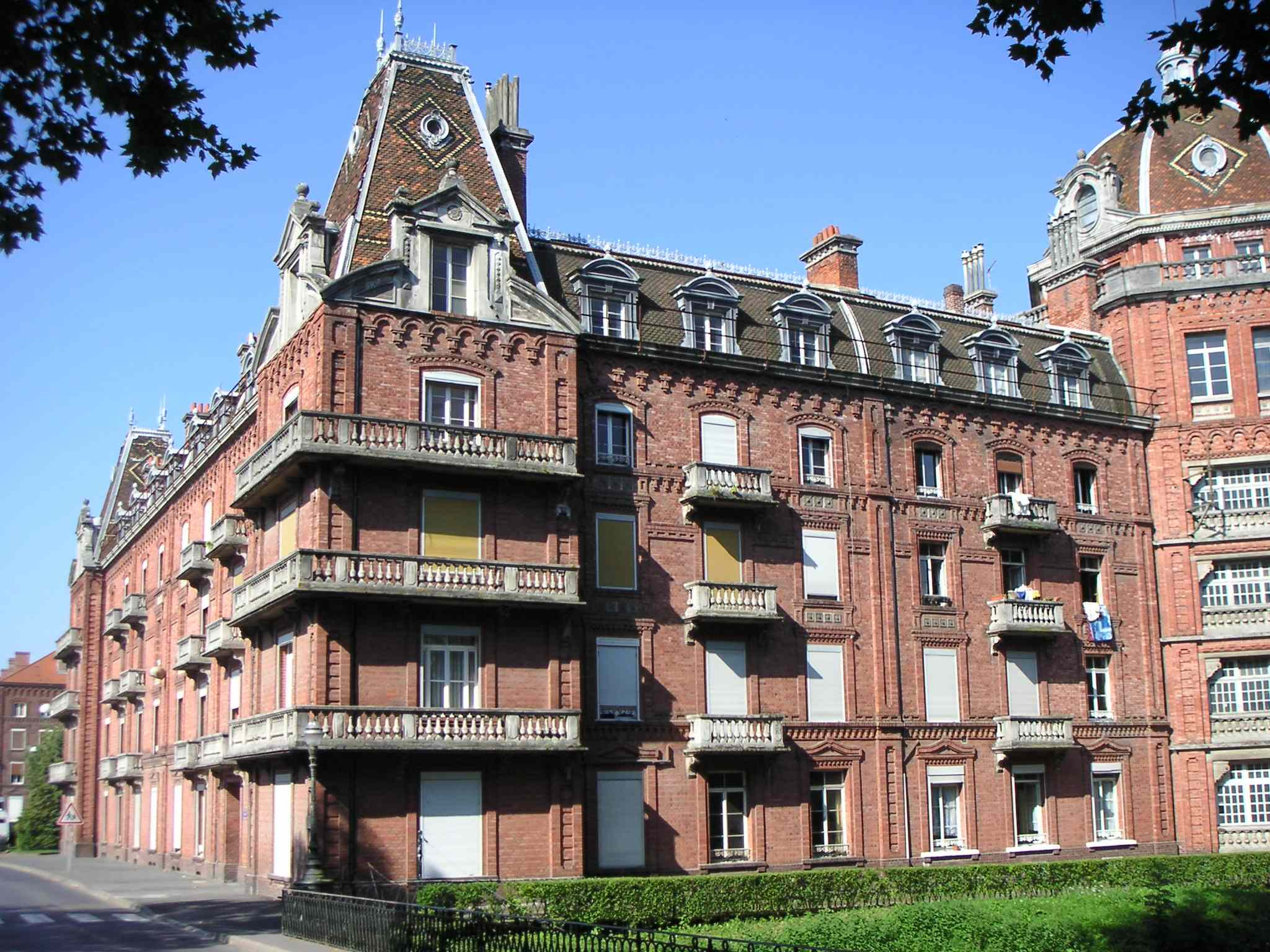
L'aile gauche du « Palais social », endommagée pendant la Première Guerre mondiale, reconstruite en 1923.

Faute d'un ciment commun, l'utopie sociale qui avait été mise en pratique au Familistère se délite donc. Une partie des bâtiments et des habitations se détériore ; les coûts importants d'entretien des parties communes (notamment des verrières) ne permettent pas aux copropriétaires d'assurer la remise à neuf du bâtiment.
Le site est classé « Monument historique » en 1991. En 2000 est lancé le projet Utopia, pour financer la réhabilitation des bâtiments. Financée à 80 % par l'Union européenne, l’État, la région et le département, la première phase du projet (d'un montant de près de 24 millions d'euros) est rapidement suivie d'une deuxième et vise à rendre à l'établissement sa valeur touristique, économique et sociale. Le Syndicat Mixte du Familistère de Guise est créé pour piloter ces chantiers. Les économats et, notamment, la buanderie-piscine, laissés à l'abandon depuis 1968, sont ainsi de nouveaux ouverts au public, de même que l'appartement de Godin et le théâtre ; il est créé un musée. Les appartements occupés sont rachetés pour être rénovés et offrir un confort plus moderne à leurs occupants.
Ces deux phases sont suivies en 2015 d'une troisième, qui a pour but de développer la dimension sociale du Familistère, avec la réhabilitation d'appartements supplémentaires, mais aussi sa visibilité sur le plan international, avec la création d'un hôtel et d'un « Centre international des fabriques d'utopie ».
Le Familistère Campus, qui accueillera un établissement hôtelier, devrait ouvrir en 2027.

### Collections du musée du Familistère de Guise
Consacré à la vie au Familistère, à la concurrence apportée aux productions de l'usine Godin et aux expériences sociales comparables, le fonds comprend une collection de photographies du Familistère et de l'usine Godin, des appareils produits par l'usine Godin et des documents sur la vie du Familistère et de ses habitants.

### Jardin d'agrément
Le jardin d'agrément du familistère fut créé en 1858 par Jean-Baptiste André Godin. Il comprend un potager, un verger et une partie « agrément », ponctuée de fontaines alimentées de différentes façons : eau stagnante, tourbillonnante, jet d'eau. Ces fontaines sont décorées de statues. Un « Pavillon rustique » — une hutte en bois couverte de chaume — symbolise l'habitation primitive faisant face à celle de la modernité, le familistère.
Sur le point culminant du jardin se dresse le mausolée dans lequel sont inhumés Jean-Baptiste André Godin et sa seconde épouse, Marie Moret.

## Le Familistère en chiffres
Un prospectus touristique du familistère donne quelques chiffres :  
- 10 millions de briques ont été nécessaires à la construction des trois pavillons du Palais Social.
- 30 000 m2 de surfaces sont offerts par l’ensemble des trois pavillons.
- 1 kilomètre de coursives parcourt les trois pavillons du Palais.
- 500 fenêtres percent les façades des trois unités d’habitation.
- 495 appartements sont aménagés dans l’ensemble des cinq pavillons du Familistère avant 1918.
- 1 748 personnes habitent au Familistère en 1889.
- 50 berceaux peuvent être installés dans la nourricerie du Familistère.
- 796 invités participent au banquet de la cinquième fête du Travail organisé dans la cour du pavillon central en 1872.
- 1 000 spectateurs prennent place au théâtre en 1914.
- 1 526 employés travaillent dans les usines de la Société du Familistère en 1887.
- 2 500 est le nombre record d’employés de l’Association du Familistère de Guise et de Bruxelles en 1930.
- 4 000 modèles d’appareils et d’accessoires sont fabriqués par la Société du Familistère en 1914.
- 210 000 appareils sont expédiés par les usines de Guise et Bruxelles en 1913-1914.

## Le Familistère dans les arts

### Cinéma et télévision
- 1984 : Un aventurier nommé Godin de Paul Louis Martin, téléfilm réalisé pour le compte de FR3 Picardie, première diffusion le 4 mars 1985, avec Jean-François Garreaud dans le rôle de Godin.
- 2008 : Louise-Michel de Gustave Kervern et Benoît Delépine. La scène où Michel, le tueur à gages, rend visite à ses parents (joués par Siné et Catherine Hosmalin), est filmée sur le site du Familistère.
- 2022 : La guerre des Lulus, de Yann Samuell. Dans une scène, Ahmed Sylla emmène les enfants au Familistère pour passer en Suisse.

### Bande dessinée
Régis Hautière et David François, respectivement scénariste et dessinateur de bande dessinée, ont situé l'action de leur livre De Briques & de sang dans le Familistère de Guise. Cette bande dessinée est parue en 2010 aux éditions KSTЯ. Le même Régis Hautière situe également une partie de l'action du tome 3 de la bande dessinée La guerre des Lulus (dessins : Hardoc) dans le Familistère de Guise. Le volume est paru en 2015 aux éditions Casterman.

### Ouvrages
2008 et 2011. Lettres du Familistère. Guise, Éditions du Familistère. Photographies : Hugues Fontaine. Avec 19 lettres inédites de Jean-Baptiste André Godin.  (ISBN 978-2-9516791-0-8). Deuxième édition revue et corrigée en 2011  (ISBN 978-2-9516791-2-2).
2017. L'album du Familistère, Guise, Les Éditions du Familistère, 720 pages, relié, 700 images en couleurs  (ISBN 978-2951679146).

## Pour approfondir

### Filmographie
- Le Familistère de Guise de Catherine Adda (26 min), Collection Architectures d'Arte.
- Le Familistère de Guise, une utopie réalisée de Sophie Bensadoun (2013, 7 min).
- Le Palais Social d'Anne-Marie Faure (1985, 14 min).